# Station Offenbach Ledermuseum
Offenbach-Ledermuseum is een station van den S-Bahn Rhein-Main in de Duitse stad Offenbach. Het station is gelegen in en vernoemd naar  het stadsdeel Ledermuseum. Het station ligt aan de ondergrondse S-Bahnverbinding DB 3680.